# 龙牌之谜
《龙牌之谜》（俄语：Тайна печати дракона，前稱為《中国游记：龙牌之谜》和《魔鬼的精神2》）是一部2019年俄中合拍的動作奇幻冒險片，由伊哥·斯坦普陈科執導並與德米特里·帕萊斯、阿列克谢·彼得鲁欣共同編劇，該片部分改編自尼古拉·果戈里創作的故事《維》，並為2014年電影《噩林村莊》的續集。阿诺·施瓦辛格、成龍、傑森·弗萊明、魯格·豪爾、查尔斯·丹斯、姚星彤和馬麗主演。
《龙牌之谜》於2019年8月16日在中國大陸上映，這也是豪爾的遺作之一，他於2019年7月19日去世。

## 劇情
故事描述18世紀，约拿芬·格林持續進行對於科學和超自然的研究之旅，而這次的旅程將他從英國帶到了中國，以試圖瞭解關於「龍牌」的傳說。

## 演員
- 傑森·弗萊明 飾 约拿芬·格林（Jonathan Green）
- 姚星彤 飾 公主成兰（Chen）
- 馬麗 飾 女巫
- 魯格·豪爾 飾 大使
- 查尔斯·丹斯 飾 達德利勳爵（Lord Dudley）
- 阿诺·施瓦辛格 飾 詹姆斯·胡克（James Hook）
- 成龍 飾 白魔法师
- 赵婉瑜 飾 女儿

## 製作
2015年4月5日，製片人阿列克谢·彼得鲁欣和謝爾蓋·索札諾夫斯基隨演員傑森·弗萊明與魯格·豪爾舉行新聞發表會，證實《噩林村莊》續集的製作已展開。據透露，香港演員成龍的成家班將協助電影的武打編排。
為了吸引國際市場，該片還加入了知名演員助陣。最初的報導如成龍、傑森·史塔森和史蒂芬·席格。2016年11月，證實成龍將和阿诺·施瓦辛格一同出演該片。

## 發行
《龙牌之谜》在俄羅斯原定於2018年8月16日上映，但隨後因中國審查制度的延遲，其首映被改至2019年9月19日。審查通過後，該片於2019年8月16日在中國上映。

## 反響
《龙牌之谜》口碑不佳，其預售票才约人民币270万元；上映後，評價和票房皆悽慘；在中國上映兩天僅取得1352万人民币的票房。

## 外部連結
- 互联网电影数据库（IMDb）上《龙牌之谜》的资料（英文）
- 豆瓣电影上《龙牌之谜》的資料 （简体中文）
- 时光网上《龙牌之谜》的資料（简体中文）